# Amsterdams nachtbusnet
Het Amsterdamse nachtbusnet wordt sinds 4 mei 1969 elke nacht geëxploiteerd door het GVB Amsterdam.

## Aanleiding tot instelling
Reeds jaren werden op een aantal tram en buslijnen een aantal extra vroege of late spoordiensten gereden in aansluiting op de eerste en de laatste treinen die vertrokken van het Centraal Station. Daarnaast reden er zogenaamde POD-bussen (personeelophaaldienst) die tram- en buspersoneel dat vroege of late diensten had van huis ophaalden of brachten. Bij gladheid werden er POD-trams ingezet. Deze POD-bussen waren ook voor het publiek toegankelijk maar de route en dienstregeling waren niet algemeen bekend. Door deze POD-bussen nu op een aangepast nachtbuslijnennet in te zetten kon men zonder grote kosten een volwaardig nachtnet instellen omdat de chauffeurs van de POD-bussen toch de hele nacht dienst hadden. Ook konden de spoordiensten daardoor vervallen.

## Instelling

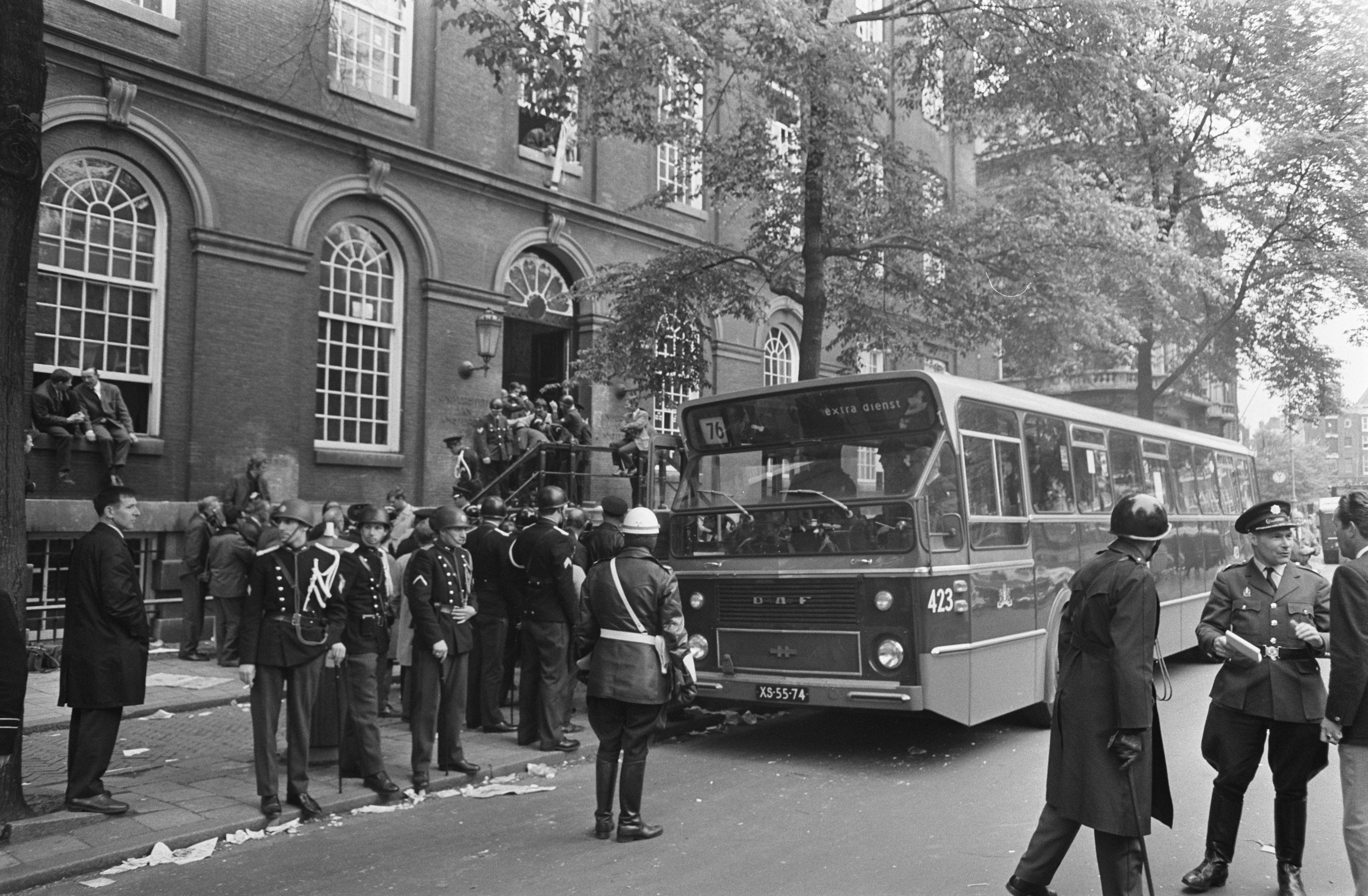
Nachtbus 423 van lijn 76 door politie gevorderd voor ontruiming Maagdenhuis in 1969

Op 4 mei 1969 werden er 7 nachtbuslijnen ingesteld die dagelijks elk half uur het Centraal Station via speciale routes met de buitenwijken verbonden (lijn 72-78 naar respectievelijk Geuzenveld, Osdorp, Buitenveldert, Watergraafsmeer, Indische Buurt, Buikslotermeer en Molenwijk). Gereden werd van 0.30 uur tot aanvang dagdienst, waarbij de rit van 3.00 uur, in verband met de pauze van de chauffeurs, niet werd gereden. Daarnaast werd er een verbindende lijn (lijn 71) ingesteld tussen Station Sloterdijk en de Indische Buurt die elk kwartier reed en waarbij de ritten van 3.00 uur en 3.15 niet reden. Veelal was het eindpunt van een nachtlijn bij een GVB-garage. Zo reden de lijnen 72 en 73 naar de garage aan de Jan Tooropstraat, de lijnen 77 en 78 naar de garage aan de Metaalbewerkersweg en de lijnen 75 en 76 (sinds 1981) naar de garage aan de Hoogoorddreef.
Vanaf het begin waren de nachtlijnen direct een succes ook mede door het verdwijnen van de spoordiensten. In Nieuwjaarsnacht werd op alle lijnen een kwartierdienst gereden.De nachtbussen werden gereden met de nieuwste standaardbussen die speciaal hiervoor een mobilofoon kregen en de lijnaanduiding was geel met zwarte cijfers. Ook voerden ze een geel bord met de tekst 'Nachtvervoer'.

## Verdere ontwikkelingen
In 1972 kreeg de Bijlmermeer na lang aandringen van de bewoners eindelijk een nachtbuslijn in de vorm van de doorgetrokken lijn 75, nadat enige tijd daarvoor een lijn 79 aanvankelijk met een touringcar in aansluiting op lijn 75 vanaf het Amstelstation reed. In 1974 kreeg de Bijlmermeer een eigen nachtbuslijn (lijn 76) waarbij de oude lijn 76 werd vervangen door een verlenging van lijn 71 en lijn 75 weer werd ingekort tot de Watergraafsmeer.

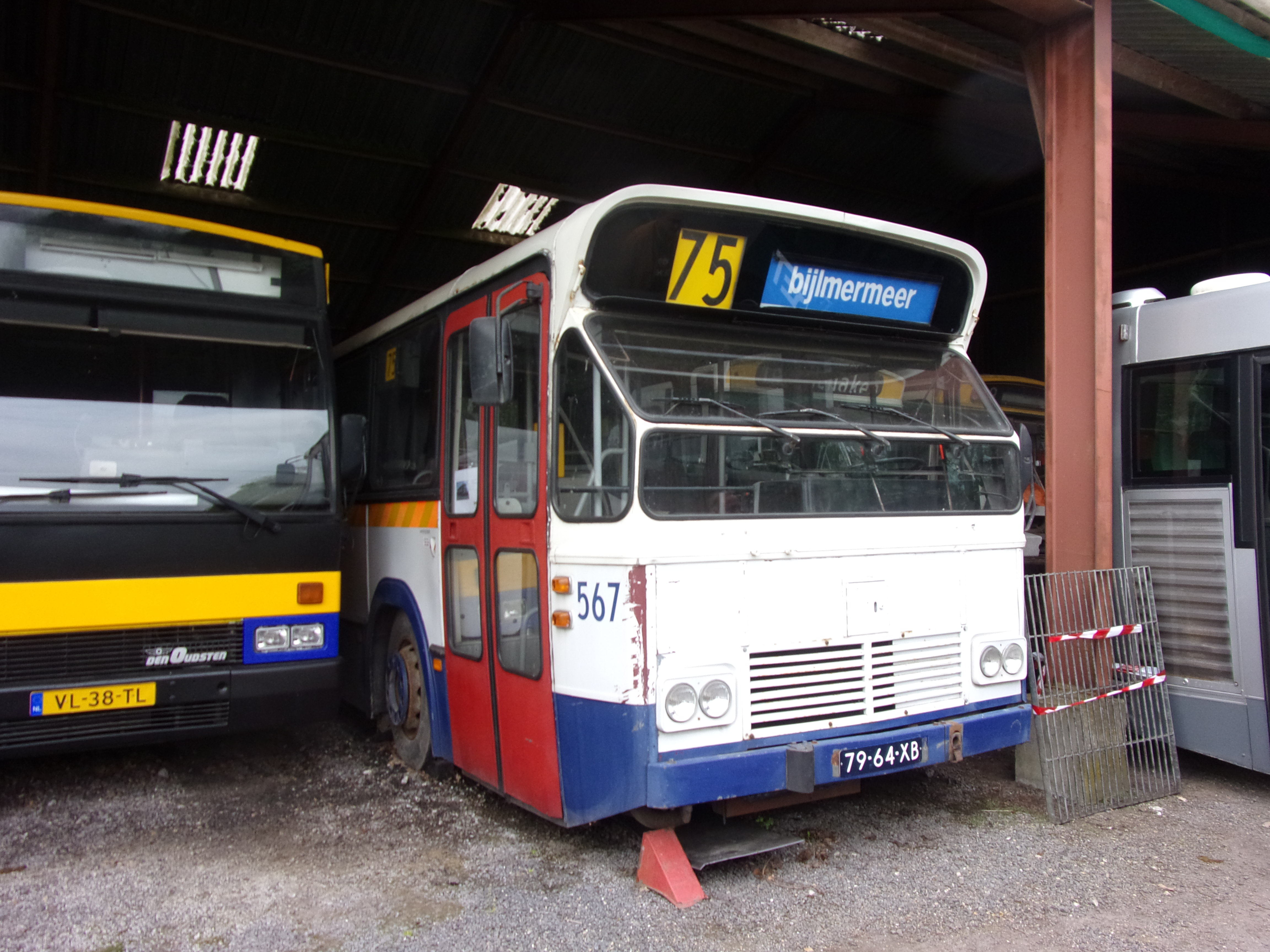
Gelede Mercedesbus 567 ingefilmd als nachtlijn 75

In de weekeinde werden op drukke nachtlijnen gelede busen ingezet om volgbussen uit te sparen. Op lijn 74 werd enige tijd in combinatie met CN nachtlijn 18 (later lijn 178) op het gezamenlijke traject een kwartierdienst gereden. In 1978 werd lijn 73 verlegd via Sloten en lijn 74 via Station Zuid (alleen eerste en laatste ritten). In 1980 werd naast lijn 76 ook lijn 75 verlengd naar de Bijlmermeer en kregen beide lijnen hun eindpunt bij de CN/GVB-garage aan de Hoogoorddreef. In 1981 werd lijn 71 via Station RAI verlegd (alleen eerste en laatste ritten) evenals in 1986 lijn 73 langs Station Lelylaan.

## Agressie
Eind 1984 waren er grote problemen bij de nachtbus. Al langer was er sprake van agressie tegen chauffeurs en ook waren er enkele malen chauffeurs beroofd, waarna een proef volgde met een afgesloten chauffeurscabine. Toen eind 1984 weer een chauffeur werd aangevallen was de maat vol en gingen de chauffeurs in staking. De vakbonden waren zelfs voor opheffing behalve in het weekeinde. Tot nader order werd er tussen 1.30 en 4.00 uur niet gereden. Uiteindelijk kwam er op 1 maart 1985 een compromis waarbij doordeweeks niet meer tussen 2.00 uur en 4.00 uur werd gereden (de stilste tijden). Lijn 71 verloor haar kwartierdienst en werd doorgetrokken naar het Centraal Station. Ook kwam er meer toezicht onder meer door de politie en het team ondersteunende taken.

## Nieuw lijnennet
Al eerder was ter versterking van de drukke Zuidoostlijn 75, die naast druk vervoer naar de hotels en camping nabij de Gaasperplas ook nog werd verlegd via Gein, een versterkingslijn 79 werd ingesteld, die vlak voor de reguliere lijn 75 vertrok van het Rembrandtplein, ter ontlasting van lijn 75.
In 1989 werd het nachtlijnennet daarom meer aangepast aan de behoefte en werd zo veel mogelijk via de uitgaanscentra Leidseplein en Rembrandtplein gereden. Verder werden de Zuidoostlijnen 75 en 76 versneld, waarbij lijn 75 een non-stop route via de Gooiseweg kreeg. De Noordlijnen 77 en 78 werden gekoppeld aan de lijnen 72 en 74 en er kwam een nieuwe lijn 77 naar Zuidoost waardoor lijn 79 weer verviel. Ook lijn 78 verviel maar kwam in 1991 terug maar nu als nieuwe nachtlijn naar Nieuw Sloten. Het Centraal Station bleef het centrale punt.

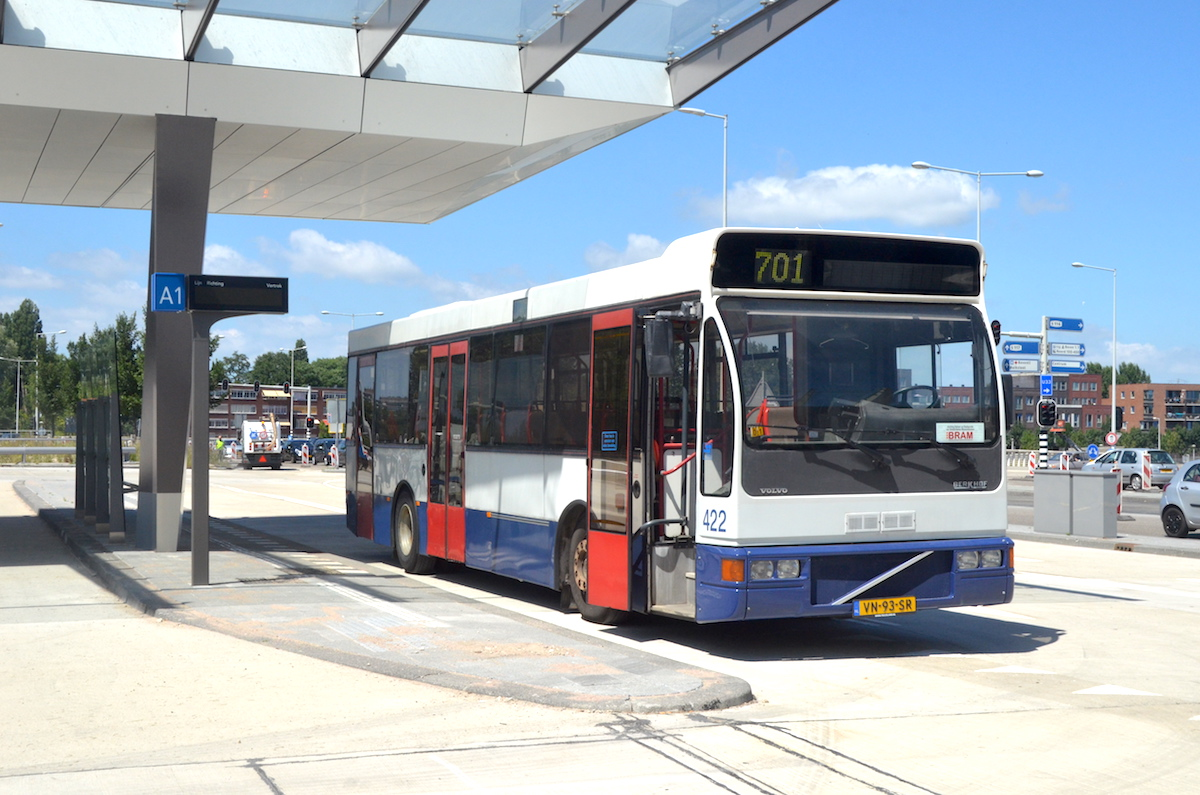
Museumbus 422 met op display nachtlijn 701

CN-nachtlijn 67 (later 162) verzorgde vanaf december 1990 de nachtritten ter vervanging van sneltramlijn 51. Naar de KNSM-laan werd in 1994 een nieuwe nachtlijn 79 ingesteld. Van 1995-2003 bestonden er twee regio-nachtlijnen, lijn 700 naar Almere en lijn 701 naar Zaandam.

## Bezuinigingen
In 1997 moest er door het GVB fors worden bezuinigd en stond het nachtnet weer ter discussie (behalve in het weekeinde). Uiteindelijk werd op alle lijnen de frequentie doordeweeks (maandag-donderdagnacht) teruggebracht tot een uurdienst (behalve lijnen 75, 76 en 77). Lijn 71 werd tijdelijk met stadsmobielbusjes gereden.

## Weer nieuw lijnennet
Eind 2003 verscheen weer een nieuw lijnennet waarbij het zogenaamde 'gat in de nacht' verviel en de nachtbussen dus de hele nacht reden. Ook reden de lijnen voortaan van het Centraal Station naar de buitenwijken waarbij daar een grote lus in één richting werd gereden er daarna weer naar het Centraal Station werd gereden. Hierbij werden de lijnen 71-79 vervangen door de lijnen 351-363. In het nieuwe lijnnummer was behalve de Noordlijnen het oude lijnnummer nog te herkennen. Zo werden de lijnen 71, 72, 73, 74, 75, 76, 77, 78 en 79 grotendeels vervangen door de lijnen 351, 352, 353, 354, 355, 356, 357, 358 en 359, kregen de Noordtakken van lijn 72 en 74 de lijnnummers 362 en 363 en verschenen de lijnen 360 en 361 ook naar Noord. Naar IJburg ging de nieuwe lijn 359 rijden. De regio-nachtlijnen 700 en 701 werden opgeheven. Eind 2009 vervielen de lijnen 351, 356 en 362 en kwamen de nieuwe lijnen 348 en 392 in dienst.
In 2012 werden de lijnen 360 en 392 opgeheven en werd er een nieuwe lijn 369 ingesteld via de route van lijn 69 tussen Station Sloterdijk en Schiphol.
Met de jaardienst 2013 kregen de lijnen 348, 353, 354 en 359 een kleine routewijziging en daarmee een iets snellere route.
Met de jaardienst 2016 werd lijn 369 opgeheven en werden de lijnen vernummerd in de 700-reeks om doubloures met de R-net lijnen te voorkomen. Een aantal lijnen kreeg een gestrekte of ingekorte route en in de nacht van donderdag op vrijdag kregen alle lijnen een uurdienst.
Op 22 juli 2018 kregen de nachtbuslijnen voor de vierde maal een ander lijnnummer, vanaf 281 en vanaf 15 december 2019 voor de vijfde maal, nu met een N voor het nummer in plaats van een 2 waarbij bij de meeste lijnen nog steeds het oude 80 nummer is te herkennen.
Sinds 12 december 2021 wordt in de stille richting stadinwaarts op de meeste lijnen via de kortste route teruggereden.

## Tarieven
Op de nachtbussen was bij de chauffeur uitsluitend een niet gereduceerde enkele rit te koop, vanaf 1971 'guldenkaart' (2 ritten zonder overstap) en sinds 1974 weer een enkele rit. Het jeugdabonnement was niet geldig. Overstappen van dag op nachtexploitatie was niet toegestaan, van nacht op dagexploitatie echter wel.
In 1977 bij de invoering van het zonetarief was uitsluitend een niet gereduceerde enkele rit van 2 zones te koop. Een abonnement geldig in één of meer Amsterdamse zones was echter geldig op het gehele nachtbusnet. In 1980 bij de invoering van de nationale strippenkaart diende men steeds 3 strippen af te stempelen en verkocht de chauffeur uitsluitend een 6 strippenkaart.
In 1985 besloot men naar aanleiding van de agressie, mede veroorzaakt door de verplichting een 6 strippenkaart te moeten kopen terwijl men maar 3 strippen nodig had, een 3 strippenkaart in te voeren en later ook weer een enkele rit. Vanaf 1997 diende men bij gebruik van een strippenkaart of abonnement een toeslag te betalen en later waren de strippenkaarten en abonnementen in het geheel niet meer geldig behalve de OV jaarkaart. Er verschenen tegen een lager tarief per rit meerrittenkaarten.
Sinds de invoering van de OV-chipkaart was het verchipte sterabonnement dat in een of meer Amsterdamse zones geldig was en BTM Vrij ook (weer) geldig op alle nachtbuslijnen, evenals de opvolger het GVB-onlyabonnement. Ook kwam er de mogelijkheid van op saldo reizen door middel van eenmalig het product op de OV-chipkaart te laden. Sinds 20 juni 2023 verkoopt de chauffeur geen plaatsbewijzen meer, deze zijn alleen verkrijgbaar in een kaartautomaat of voorverkoop. Met de dienstregeling 2025 werd lijn N89 in IJburg doorgetrokken naar het Centrum en Strandeiland.

## Huidig nachtbusnet
| Nachtlijn | Route                                    | Via                                                                      | Rijdt...                              |
| --------- | ---------------------------------------- | ------------------------------------------------------------------------ | ------------------------------------- |
| N81       | Centraal Station - Station Sloterdijk    | Haarlemmer Houttuinen, Spaarndammerbuurt                                 | vrijdag, zaterdag en zondagnacht      |
| N82       | Centraal Station - Geuzenveld            | Centrum, Bos en Lommer                                                   | vrijdag, zaterdag en zondagnacht      |
| N83       | Centraal Station - Osdorp De Aker        | Oud-West, Postjesweg, Slotervaart                                        | vrijdag, zaterdagnacht en zondagnacht |
| N84       | Centraal Station - Amstelveen Busstation | Centrum, Oud-West, De Pijp, Rivierenbuurt, RAI, Buitenveldert            | vrijdag, zaterdagnacht en zondagnacht |
| N85       | Centraal Station - Station Gein          | Centrum, Wibautstraat, Amstelstation, Overamstel, Duivendrecht, Zuidoost | elke nacht                            |
| N86       | Centraal Station - Station Bijlmer ArenA | Centrum, Wibautstraat                                                    | zaterdag en zondagnacht               |
| N87       | Centraal Station - Station Bijlmer ArenA | Centrum, Oost, Watergraafsmeer, Diemen, Bijlmer                          | elke nacht                            |
| N88       | Centraal Station - Nieuw Sloten          | Centrum, Zuid, Slotervaart                                               | vrijdag, zaterdag en zondagnacht      |
| N89       | Centraal Station - IJburg                | Centrum, Oostelijk Havengebied, Indische buurt                           | vrijdag, zaterdag en zondagnacht      |
| N91       | Centraal Station - Nieuwendam            | Centrum, Noord                                                           | vrijdag, zaterdag en zondagnacht      |
| N93       | Centraal Station - Molenwijk             | Centrum, Noord                                                           | vrijdag, zaterdag en zondagnacht      |

De bussen vertrekken sinds 2015 niet meer vanaf de Kamperbrug aan de voorzijde van het station maar vanaf het busstation IJzijde aan de achterzijde, maar hebben nog wel een halte op de Prins Hendrikkade aan de voorzijde. Er wordt, voor zover er gereden wordt, een uurdienst gereden en in het weekeinde op enkele lijnen een halfuurdienst en op één lijn in de nacht van zaterdag op zondag een twintig minuten dienst.
De eerste ritten vertrekken tussen 0.30 uur en 1.30 uur en de laatste ritten tussen 5.00 uur en 6.00 uur, zaterdag tussen 5.30 uur en 6.30 uur en op zondag tussen 6.30 uur en 7.30 uur.